# Valdir Villas Boas
Valdir Villas Boas, meglio noto come Valdir (Rio de Janeiro, 3 giugno 1925 – 17 ottobre 2004), è stato un calciatore brasiliano, di ruolo centrocampista.